# Village suisse (1900)
Pour les articles homonymes, voir Village suisse.

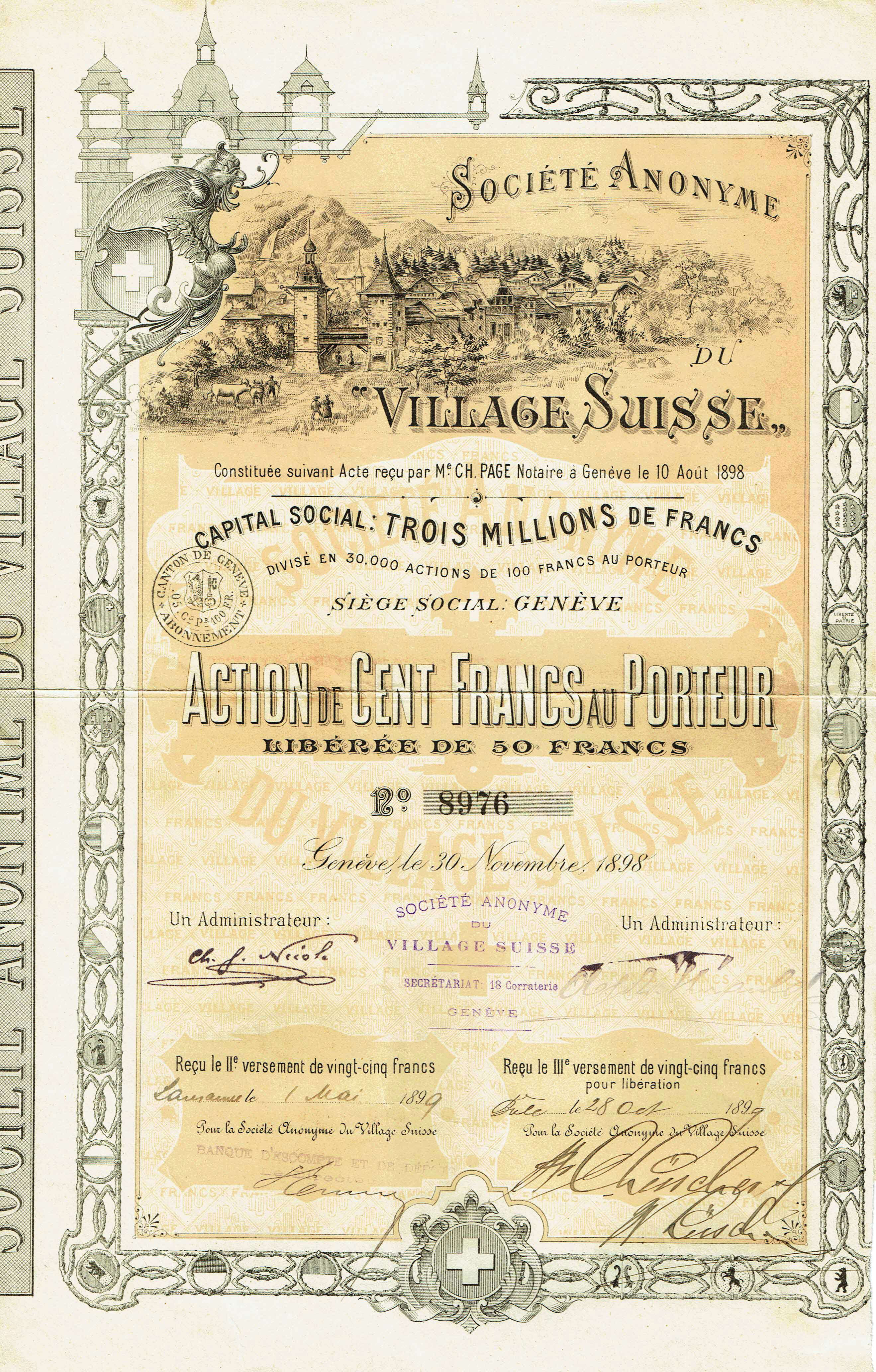
Action de la S.A. du Village suisse en date du 30 novembre 1898 ; cette entreprise a financé le Village suisse à l'Exposition universelle de 1900.

Le Village suisse est à l'origine une reconstitution pittoresque de village suisse idéalisé, destiné à la visite, dont le concept architectural et ethnographique et la première concrétisation sont nés dans le cadre de l'Exposition nationale suisse de 1896 à Genève, puis repris à l'occasion de l'Exposition universelle de 1900 à Paris.
Sur le site du Village suisse de Paris est aujourd'hui établi un centre commercial haut de gamme, exclusivement composé de boutiques d'antiquaires ou de décorateurs et de galeries d'art.

## Implantation
Le site du Village suisse parisien se trouve sur la Rive gauche, dans le quartier de Grenelle du 15e arrondissement de Paris, dans une partie d'un secteur limité au sud-est par l'avenue de La Motte-Picquet, au nord-est par l'avenue de Suffren, au nord-ouest par la rue Dupleix et au sud-ouest par la rue Alasseur et l'avenue Paul-Déroulède, étant traversé par l'avenue de Champaubert et la rue du Général-Baratier,. Cet endroit est à quelques pas du Champ-de-Mars et de l'École militaire, ces derniers tous deux situés de l'autre côté de l'avenue de Suffren, dans le 7e arrondissement.

## Histoire
L'actuel Village suisse tient son nom d'un village des Alpes suisses reconstitué, conçu et exécuté par Charles Henneberg et Jules Allemand, pour l'Exposition universelle de 1900, au pied de la grande roue de Paris.
La grande roue de Paris est désassemblée de 1920 à 1922. Les abords d'une voie où se dressait le Village suisse de l'Exposition voient la création d'échoppes et de boutiques dont certaines sont tenues par des chiffonniers. D'aucuns rapportent que les chiffonniers s'emparent des nacelles de la grande roue pour y tenir commerce, annonçant le futur Village suisse des antiquaires.

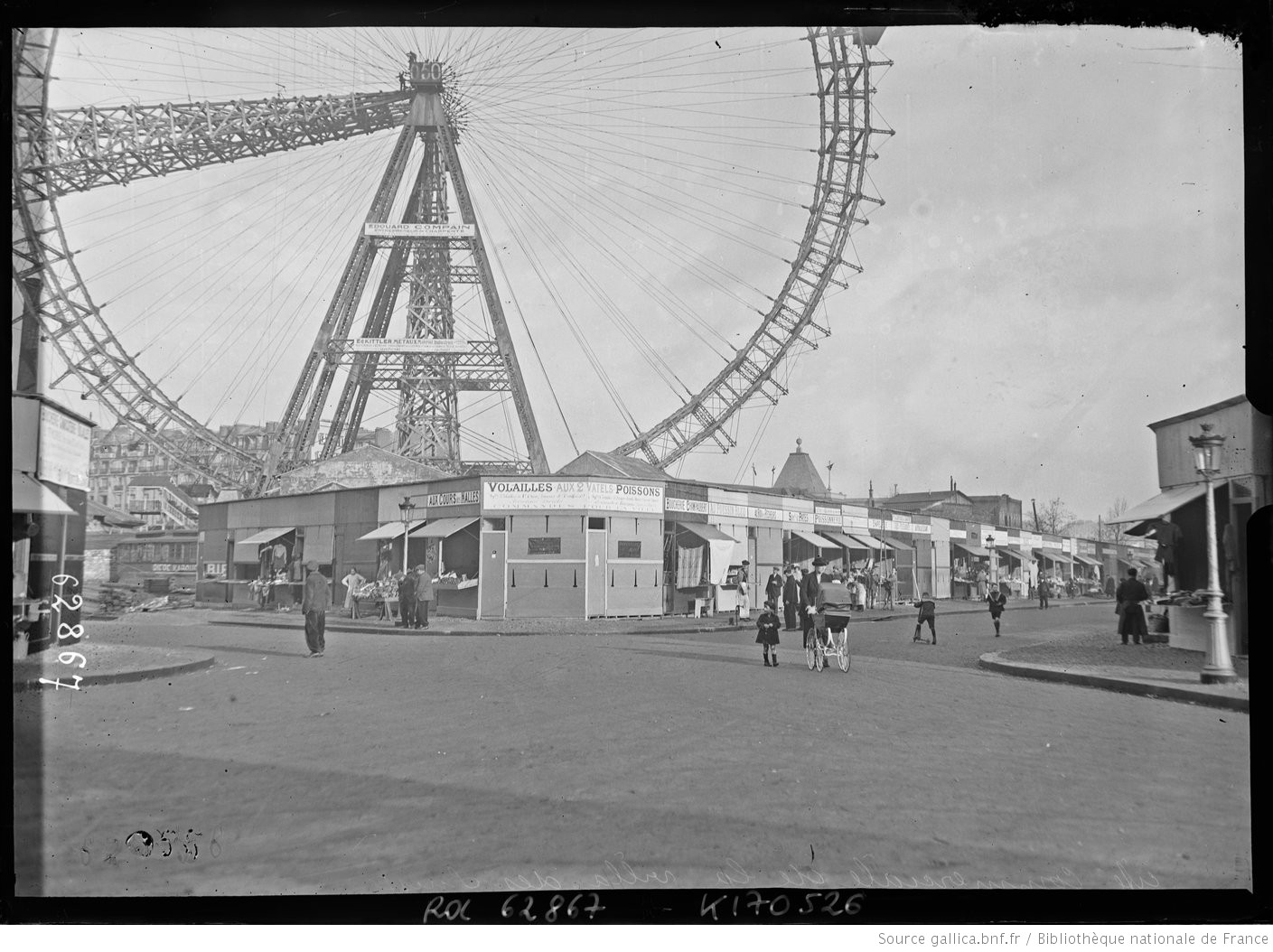
En décembre 1920.
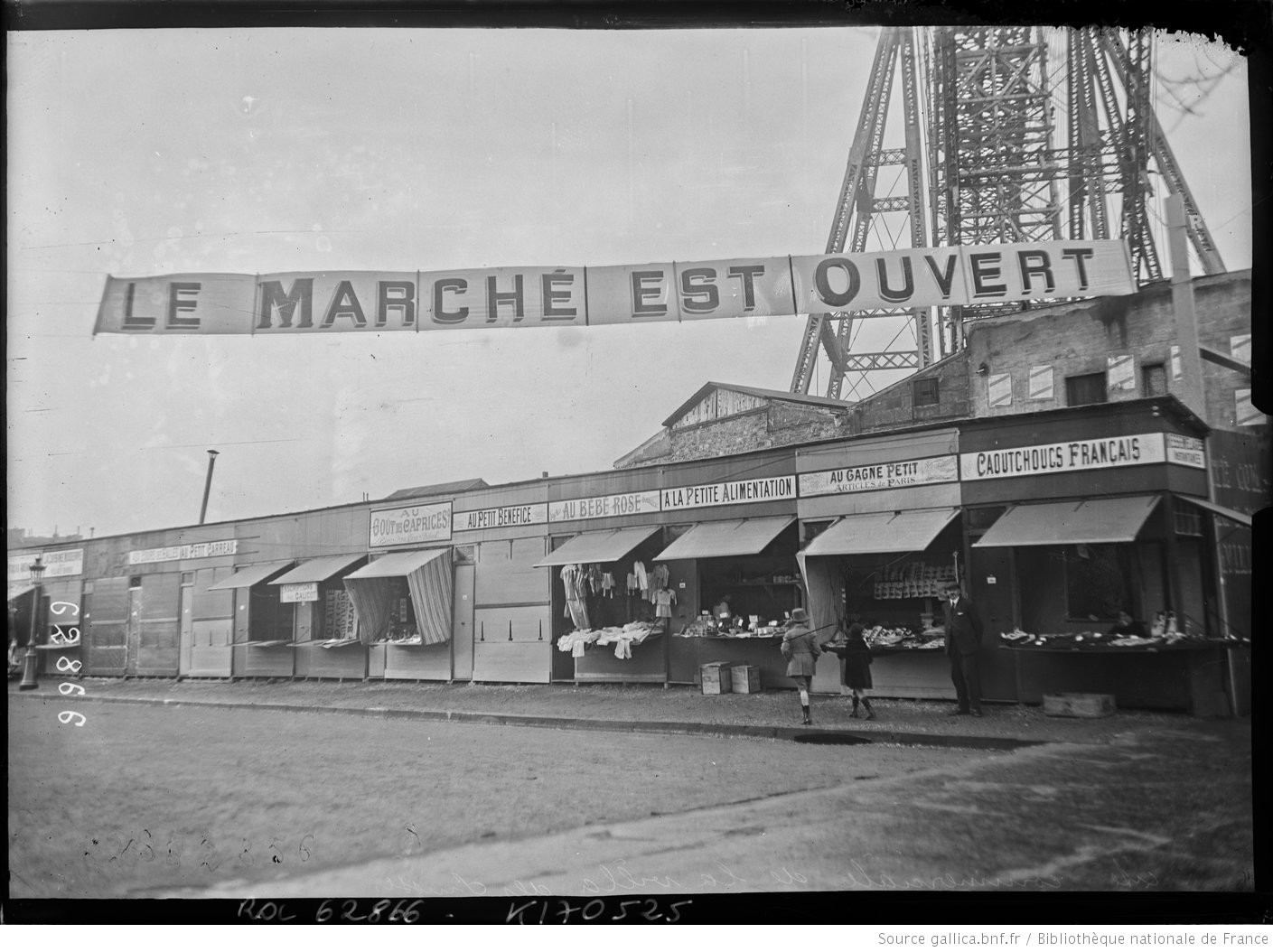
En décembre 1920.
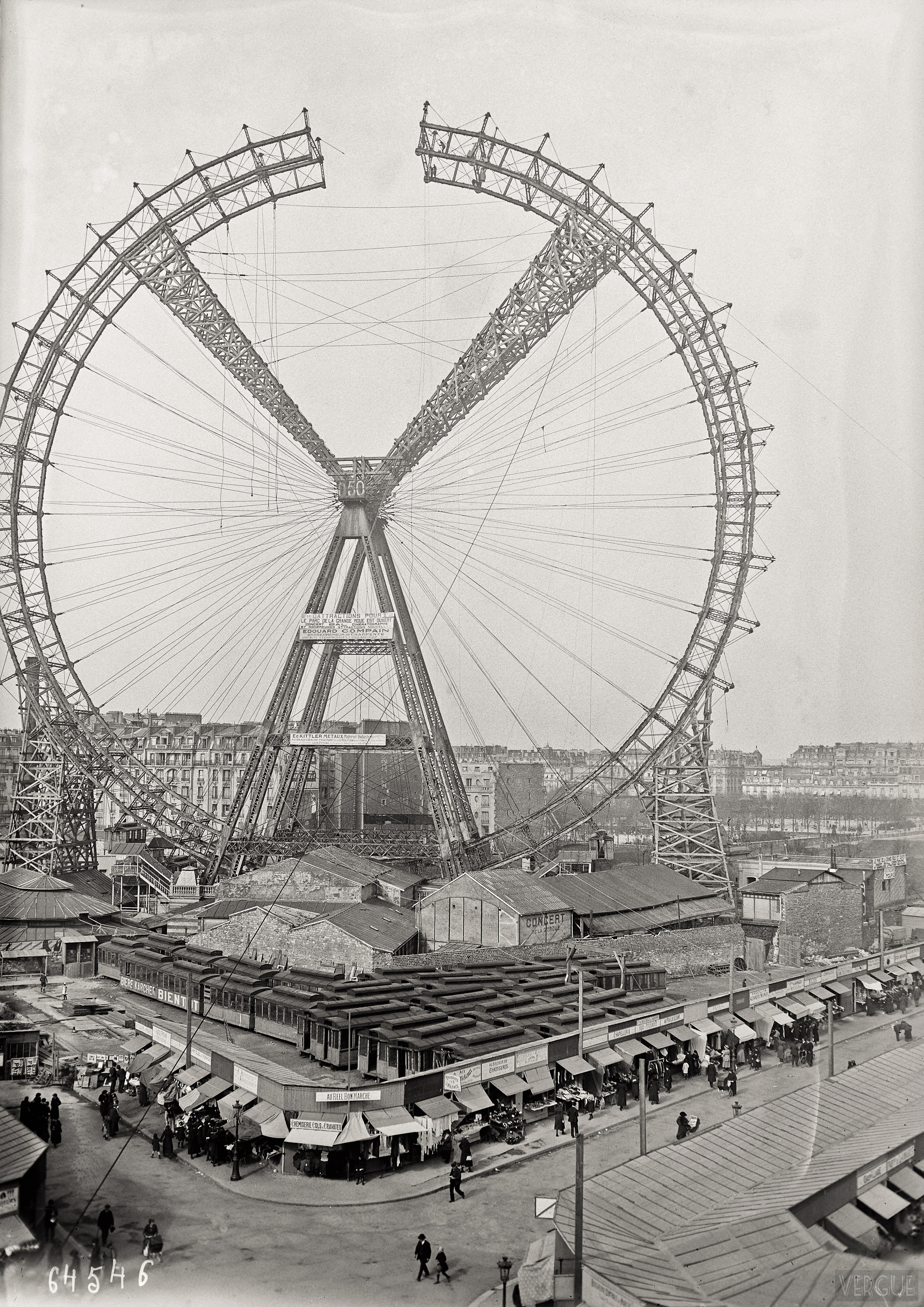
En mars 1921.

Ces échoppes sont progressivement remplacées par des brocanteurs et des antiquaires, ces derniers proposant une marchandise plus luxueuse et appropriée à la clientèle des quartiers élégants de l'ouest parisien environnant.
Les boutiques sont remplacées par un ensemble d'immeubles modernes dans les années 1960, avec une réinstallation des commerçants au rez-de-chaussée ou en sous-sol, le nom d'enseigne de l'ensemble regroupant ces derniers étant toujours « Village suisse ». Le projet immobilier contemporain conserve les noms des villes suisses pour ses cours intérieures qui étaient les noms des places du village suisse original (places de Berne, Genève, Lausanne, Lucerne, Lugano et Zurich, ainsi qu'allée de Fribourg).
Parallèlement à sa carrière d'actrice, Mary Marquet (Micheline Marguerite Delphine Marquet, 1895-1979), en tant qu'antiquaire, tient pendant des années une boutique au Village suisse.

## Le Village suisse aujourd'hui

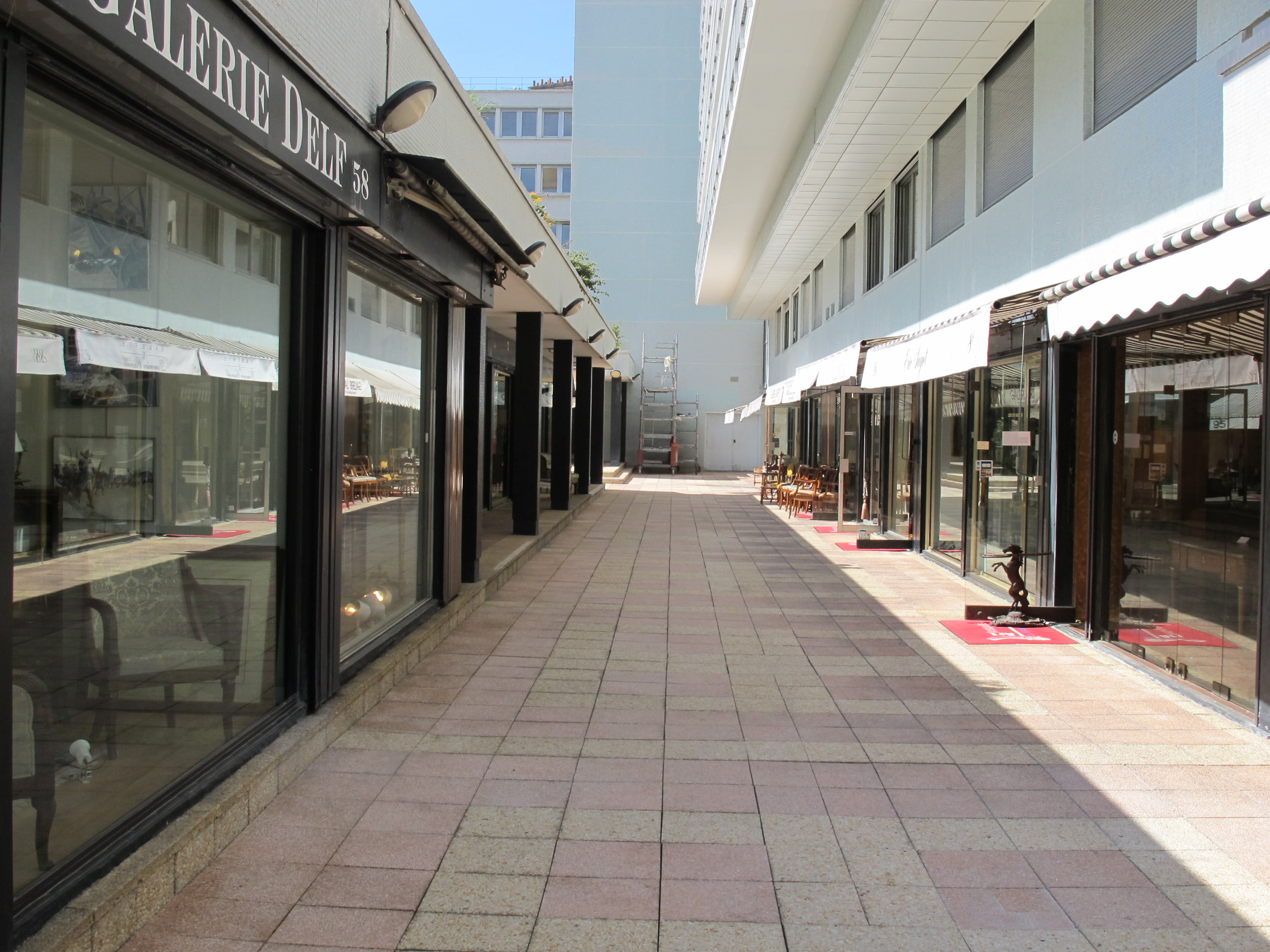
Le Village suisse aujourd'hui.

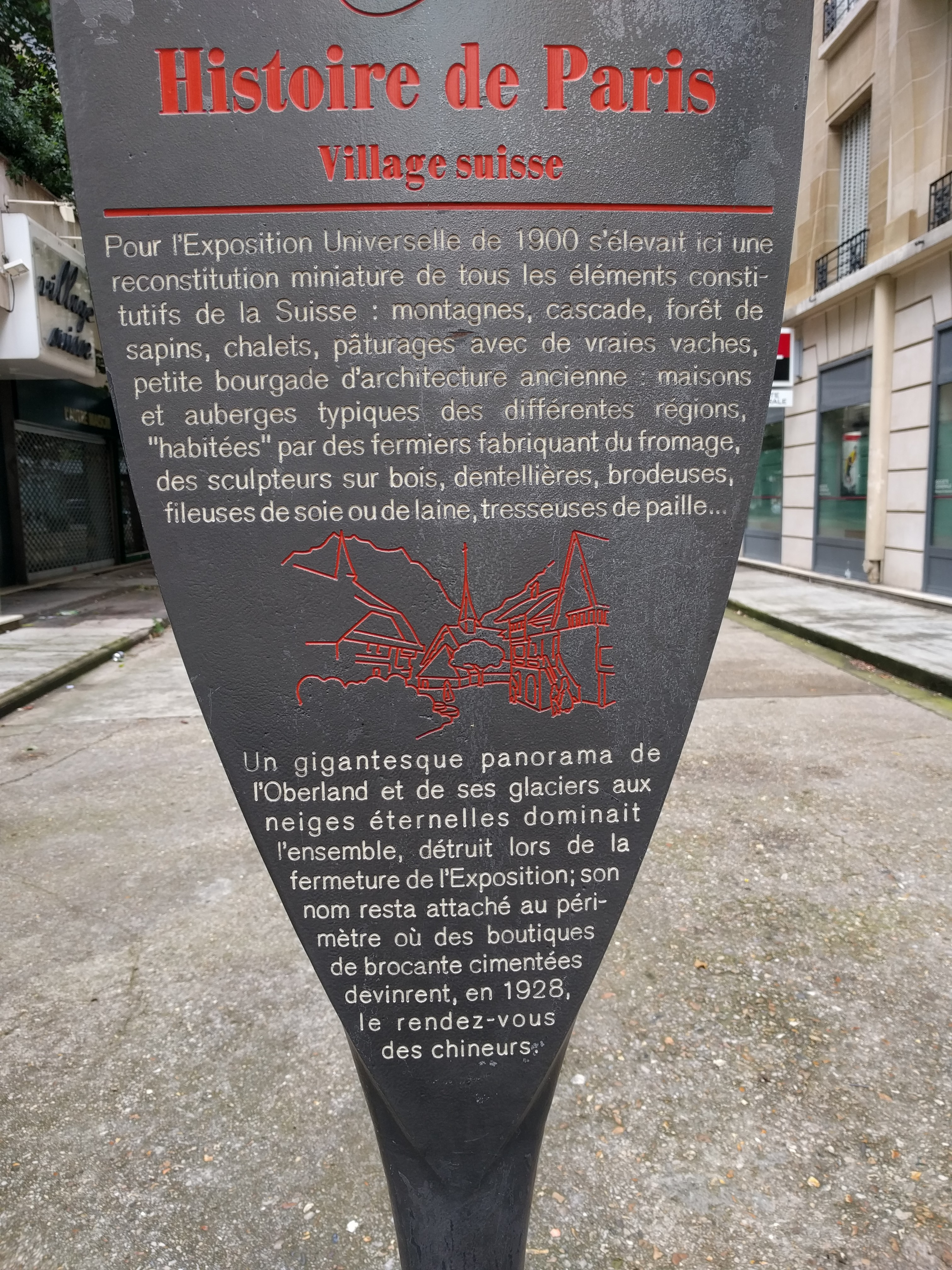
Le panneau Histoire de Paris.

Le Village suisse est un lieu attirant des amateurs d'art ancien et contemporain dans un espace orné de jardins suspendus et de patios arborés.
Ce lieu rassemble environ cent cinquante commerces (antiquaires, galeries d'art, décorateurs, armuriers, bijoutiers, horlogers).
Après une longue période de fréquentation relativement faible, il connaît un regain d’intérêt depuis l'arrivée de certains des grands antiquaires et des galeries d'art petit à petit expulsés du Louvre des antiquaires — car ce dernier doit être transformé en un centre commercial spécialisé dans la mode — et demeure un des principaux pôles subsistants de ventes permanentes d'art et d'antiquités dans Paris intra-muros. Mais il a cependant du mal à renaître, concurrencé entre autres, dans Paris même, par d'autres lieux moins excentrés et plus fréquentés, notamment par les touristes ; par exemple : le Carré Rive gauche dans le nord du quartier Saint-Thomas-d'Aquin du 7e arrondissement ou les abords de l'hôtel des ventes de Drouot dans le quartier du Faubourg-Montmartre du 9e arrondissement. Mais le centre majeur de ce secteur d'activité en France reste cependant, de loin et même pour le haut de gamme, le marché aux puces de Saint-Ouen, limitrophe de la capitale — dont au sein de celui-ci les marchés Biron, Dauphine, Paul-Bert, Serpette — malgré son implantation extra-muros dans un environnement bien moins élégant[réf. souhaitée] que celui du Village suisse.
Des animations sont organisées afin d'accroître la notoriété du Village suisse, tel le Printemps des arts au Village suisse, organisé pour la seconde fois en 2016.
Le Village suisse est ouvert cinq jours par semaine, du jeudi au lundi inclus de 10 h 30 à 19 h, y compris les dimanches et jours fériés. Il est fermé le mardi et le mercredi.

## Tournages au Village suisse
Le Village suisse a été le lieu de tournages pour le cinéma. Plusieurs séquences du film Le Distrait, réalisé et interprété par Pierre Richard et sorti en 1970, sont tournées aux abords du Village suisse. Sur l'une d'elles — où l'on voit le personnage Pierre Malaquet (joué par Pierre Richard) percuter un aveugle et repartir avec sa canne blanche — se distingue la plaque de la place de Zurich. Les rues et abords du villages sont présentes à de nombreuses reprises (notamment lors de la scène d'ouverture et celle de fin) dans le film Code inconnu (2000) de Michael Haneke avec Juliette Binoche.
À partir de l'œuvre littéraire de l'écrivain, poète et artiste pluridisciplinaire Philippe Guénin Anatomies du néant, une performance artistique est réalisée au Village suisse avec le performeur Kej, filmée par Paris Première et diffusée en ouverture de l'émission Paris Dernière le 24 mai 2014.

## Accès
Le site est desservi par les lignes 6, 8 et 10 à la station La Motte-Picquet - Grenelle, par la ligne 6 à la station Dupleix et par le RER C à la gare du Champ de Mars - Tour Eiffel.